# Märta Halldén
Märta Anna Halldén-Salin, född Pettersson 27 maj 1884 i Stockholm, död där 28 januari 1932, var en svensk skådespelare, gymnastikdirektör och skulptör.
Ursprungligen utbildade hon sig till gymnastikdirektör men inledde kort efter att hon avlagt examen skulpturstudier för Antoine Bourdelle i Paris 1910. Vid sidan av sina konststudier deltog hon under en period i teaterstudier vid en teater i Paris. Som skulptör arbetade hon huvudsakligen med porträttbyster och reliefer utförda i brons eller lera.
Halldén kom att medverka i fem filmer. Hon debuterade 1915 i Mauritz Stillers Madame de Thèbes och gjorde sin sista filmroll 1927 i Ragnar Hyltén-Cavallius Ungdom. Hon var gift med orkesterledaren Björn "Nalle" Halldén 1905–1915 och från 1928 med direktören Karl Salin.

## Filmografi
- 1915 – Madame de Thèbes
- 1916 – Kampen om hans hjärta
- 1917 – Skuggan av ett brott
- 1925 – Ingmarsarvet
- 1927 – Ungdom

## Teater

### Roller (ej komplett)
| År   | Roll               | Produktion                                | Regi             | Teater                     |
| ---- | ------------------ | ----------------------------------------- | ---------------- | -------------------------- |
| 1921 |                    | Äkta makar Peter Egge                     | Torsten Hammarén | Svenska teatern, Stockholm |
| 1922 | Giulia Sabatini    | Damernas egen Leo Dietrichstein           |                  | Svenska teatern, Stockholm |
| 1923 |                    | Amor och Psyke Erik Wilhelm Olson         |                  | Blancheteatern             |
| 1924 | Ulrika Eleonora    | Kungens amour Brita von Horn              | Mathias Taube    | Komediteatern              |
| 1925 | Marguerite Gautier | Kameliadamen Alexandre Dumas den yngre    | Helge Wahlgren   | Helsingborgs stadsteater   |
| 1925 | Birgit Römer       | Geografi och kärlek Bjørnstjerne Bjørnson | Helge Wahlgren   | Helsingborgs stadsteater   |